# John Ternstedt
John Ternstedt, egentligen Nils Johan Ternstedt, född 27 oktober 1844 i Önums församling i dåvarande Skaraborgs län, död 22 juni 1938 i Fägre församling, Skaraborgs län, var en svensk präst och mystiker. 

## Biografi
Efter studier i Skara blev han student vid Uppsala universitet höstterminen 1862. Han tog teoretisk-teologisk examen 1866 och praktisk-teologisk examen senare samma år. Han prästvigdes 1867 och var lärare vid Johannelund 1867–1869. År 1872 blev han komminister i Härlunda och Bjärka. Han tog pastoralexamen 1876 och tillträdde tjänsten som kyrkoherde i Fägre 1886. 1897 blev han teologie doktor.
Ternstedt sällade sig till Bergmankretsen och delade dess intresse för gammal kristen teosofi. Katoliken Franz von Baader blev den viktigaste teosofen för honom, och han utgav en översättning av ett urval av Baaders tankar. 
I början av sitt liv var Ternstedt involverad i Evangeliska Fosterlandsstiftelsen som lärare vid Johannelunds missionsskola. Han verkade i 50 år som kyrkoherde i Fägre. Ternstedt var en flitig översättare och introduktör av utländsk litteratur, och bidrog även själv med skrifter. Teologiskt var Ternstedt biblicist och anhängare av Johann Tobias Beck, en riktning som lätt lät sig förena med teosofiskt-mystiska spekulationer. Han var också influerad av Sören Kierkegaard.
Han företrädde även apokatastasisläran, förhoppningen om allas slutliga frälsning. Han var också anhängare av kiliasmen. Han brann också för fattigvården och sjukvården.

## Familj
John Ternstedts föräldrar var löjtnanten Per Johan Ternstedt och Margareta Ulrika Eleonora Reenstierna.
Han gifte sig 1901 med Maria Josefina Lundborg (1869–1923), dotter till major Herman Emanuel Lundborg och Maria Wilhelmina Löhman. De fick tre barn: 1) Margareta (Greta) (1902–1972), folkskollärare, gift med komministern i Skövde  Thore Ekelöf, 2)  Herman  (1904–1992) bruksingenjör, 3)  Maj (1909–2001), sjuksköterska, gift med Harry Ludvig Johansson .